# Роспись по дереву (пьеса)
«Роспись по дереву» (швед. Trämålning) — одноактная пьеса шведского режиссёра и сценариста Ингмара Бергмана, написанная им в 1954—1955 гг.; позднее легла в основу сценария бергмановского фильма «Седьмая печать».

## Создание и постановки

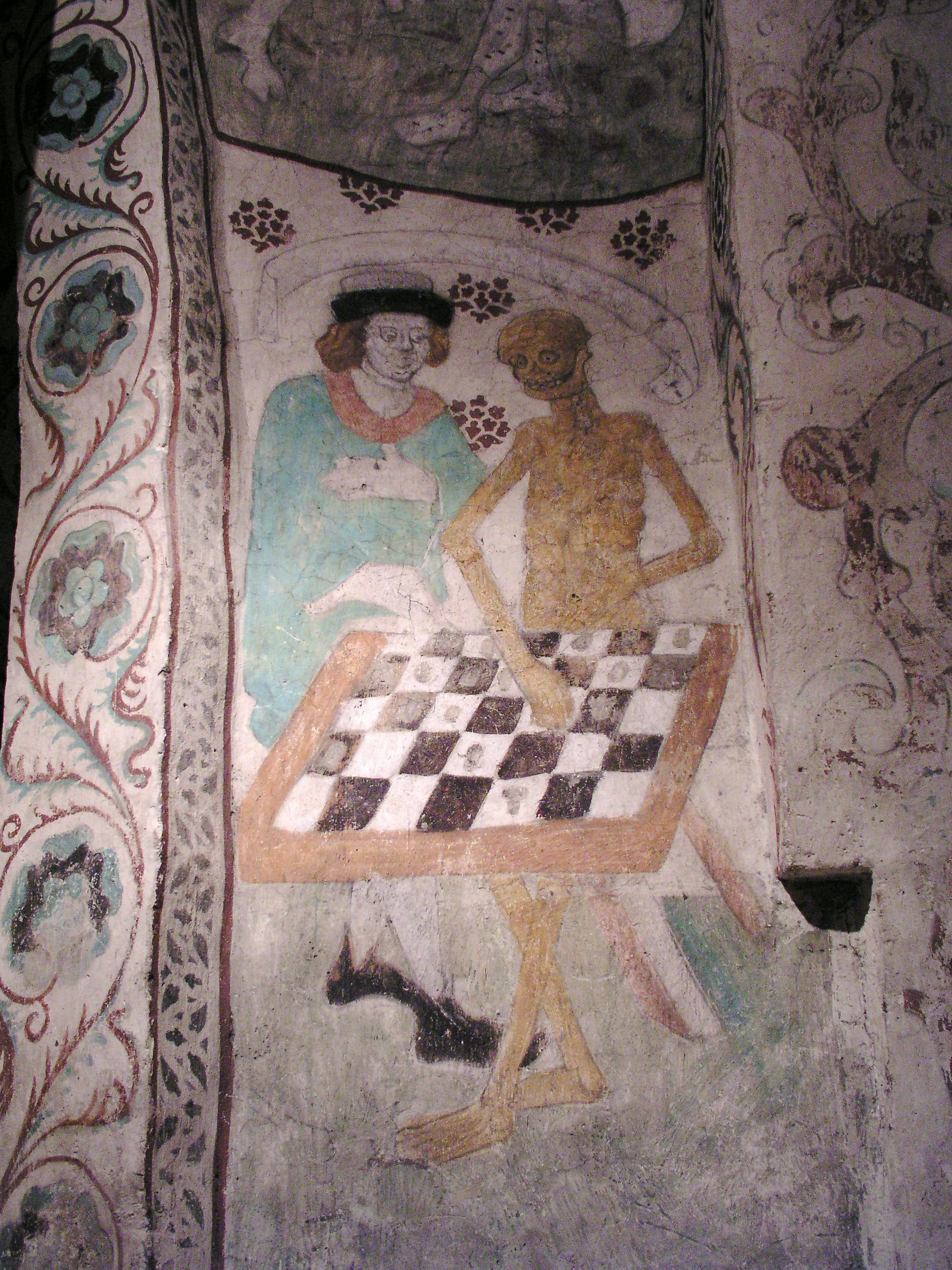

Будучи руководителем Муниципального театра Мальмё, Бергман вёл класс актёрского мастерства для членов труппы. Для весеннего показа он искал короткую пьесу с приблизительно равноценными ролями, как упражнение, в котором бы в полной мере проявились таланты десяти его студентов, но таковой ему найти не удавалось. Тогда режиссёр попросил актёров предложить, какие роли они хотели бы исполнить, и быстро написал несколько страниц монологов на основе их выбора. В дальнейшем этот материал был доработан Бергманом до одноактной пьесы, названной «Роспись по дереву».
Пьеса была вдохновлена фреской «Смерть, играющая в шахматы» (швед. Döden spelar schack) в церкви Тэбю (швед. Täby kyrka) в южном Смоланде, выполненной мастерской Альбертуса Пиктора около 1480 года.
Премьера пьесы для широкой аудитории состоялась 21 сентября 1954 года. Это была радиопостановка, срежиссированная самим Бергманом, с Гуннаром Бьёрнстрандом в роли оруженосца и Бенгтом Экерутом в роли рыцаря. Весной 1955 года Бергман поставил «Роспись по дереву» на сцене Муниципального театра Мальмё, а осенью того же года она вышла в Королевском драматическом театре в Стокгольме (реж. Бенгт Экерут). В рецензии, появившейся в октябре в журнале Bonniers litterära magasin, критик Оке Янзон отмечал, что это сильная работа, полная юмора и глубокого чувства, которая захватила аудиторию. Пьеса была опубликована издательством Bonniers в 1956 году и стала основой для фильма, поставленного в том же году Бергманом.
Место и время действия — Швеция, XIV век. Роли: Рассказчик, Девушка, Йон, Рыцарь, Ведьма, Кузнец, Мария, Актёр, Лиза, Карин.